# Als Vaters Bart noch rot war
Als Vaters Bart noch rot war ist ein autobiographischer Roman von Wolfdietrich Schnurre aus dem Jahre 1958. Das Buch trägt den Untertitel: Roman in Geschichten und enthält in manchen Ausgaben, wie in der Erstausgabe, Illustrationen des Autors.

## Inhalt
Der Roman spielt in Berlin zur Zeit der Weltwirtschaftskrise und der beginnenden NS-Zeit, etwa zwischen 1926 und 1936. Bruno ist ein Junge, der mit seinem alleinerziehenden Vater in einer Mietwohnung wohnt. Der Vater ist arbeitslos, und in teils traurigen, teils humorvollen Episoden schildert der Roman Begebenheiten aus seiner Kindheit und Jugend, die meistens mit dem Vater zu tun haben, mit dessen Arbeitslosigkeit, der Armut der Kleinfamilie und den Anstrengungen des Vaters, dem Sohn trotzdem eine schöne Kindheit und Jugend zu bereiten.

### Enthaltene Geschichten (Auswahl)
- Ruß in der Luft[1]
- Der Brötchenclou
- Die Leihgabe
- Lieben heißt loslassen können
- Jenö war mein Freund

## Erzählform
Der Roman wird aus der Sicht des Protagonisten Bruno erzählt, allerdings im Rückblick und aus der Perspektive des erwachsenen Bruno der Nachkriegszeit. Zum Zeitpunkt des Erscheinens des Buches war Schnurre, wie sein Erzähler, 38 Jahre alt.

## Hintergrund
Der Roman ist autobiographisch angelegt, auch wenn die Figuren andere Namen bekommen haben: 

„... weil ich mit Bruno, dem kleinen Jungen, der es erzählt, identisch bin und die Zeit und den Zeithintergrund damals aus eigener Anschauung kenne. Und der Vater schließlich, die eigentliche Hauptfigur, der ist auch wirklich vorhanden, und er lebt auch Gott sei Dank noch, in Berlin.“

Obwohl er in Frankfurt am Main geboren war, hat den Autor die Kindheit in Berlin außerordentlich geprägt. Schnurre erklärte dazu: „Zur Welt kam ich 1920 in Frankfurt am Main; geboren wurde ich 1928 im Nordosten Berlins.“

## Hörbuch
- Als Vaters Bart noch rot war, gelesen von Rufus Beck, Hamburg 2005, ISBN 978-3-8990-3311-3